# Ringerikestil
Ringerikestil er en nordisk kunst- eller kunsthåndværkerstil fra den sene vikingetid, som opstod omkring år 1000 og forsvandt midt i det 11. århundrede. Tidsmæssigt falder stilens blomstringstid sammen med Knud den Stores regeringstid og den engelske Winchesterstil, som den deler mange træk med. Stilen er opkaldt efter den dyre- og planteornamentik, som kendes fra runesten i Ringerike i Norge
Ringerikestilen er delvis samtidig med Mammenstilen. De har en række fællestræk som raffinerede mønstre på grænsen til det overlæssede. De stilistiske træk overdrives.  Et af stilens kendetegn er, at det centrale motiv er et stort dyr, der omkranses af spinkle og indrullede plantemønstre i akantusstil, der føjes sammen med spiralformer og bladflige. Dyrene er løver, fugle og slanger. Kors er første gang et almindeligt element. De fleste motiver har deres modstykker i angelsaksisk kunst og tysk kunst under Otto den Store.
Ringerikestil er en af vikingetidens stilarter. Almindeligvis deles vikingetidens kunst og kunsthåndværk i: Broa (tidl. Oseberg), Berdal, Borre, Jellinge, Mammen, Ringerike og Urnesstil.

## Billeder og genstande
| - Runesten uden for Vang kirke i Norge - Vindfløj i metal kaldet Söderalafløjen fra Söderala kirke, Sverige - Gravsten fra Saint Paul's Cathedral, London - Fragmenter af træpanel fra Flatatunga, Island |